# 하나기촌
하나기촌(華城村)은 야마구치현 사바군에 설치되었던 촌이다. 현재의 호후시에 해당한다.

## 역사
- 1889년 4월 1일 - 정촌제 시행에 의해 3촌의 구역을 가지고 성립하였다.
- 1936년 8월 25일 - 호후정, 나카노세키정, 무레촌과 합병해 호후시가 성립, 동일 하나기촌은 폐지되었다.

## 교통

### 철도
구촌에 철도성 산요본선이 지나가지만 역은 소재하지 않았다.

## 참고문헌
- 角川日本地名大辞典 35 山口県